# CD-ROM XA
CD-ROM XA（シーディーロム エクスエー、Compact Disc Read Only Memory eXtended Architecture）は、データ記録向けに作られたCD-ROMの仕様を拡張し、マルチメディアデータを混在できるようにした、“CD-ROM Mode2”に内包される規格である。なお、CD-XAはCD-ROM XAの別名である。

## CD-ROM Mode1との違い
CD-ROMは厳密には"CD-ROM Mode1"と呼ばれ、1ビットの誤りも許されないPCでの使用を念頭に置き、オーディオ用途のCD-DA（オーディオCD）より高いエラー訂正機能を有する規格として策定された。エラー訂正機構としてはCD-DAに用いられたCIRCに加え、EDCやECCが追加された。
一方、CD-ROM Mode2は当初からマルチメディアデータを記録するフォーマットとして、CD-ROM Mode1とともに規格書であるイエローブックで定められているが、Mode1とMode2は同じディスク内に混在できないというイエローブックの規定が存在する。
そのため、一般データとマルチメディアデータを混在できるように、また既に存在していたCD-iの規格上の制限を回避するために、CD-DAの策定にも関わったソニー、フィリップスに加え、マイクロソフトが中心となってMode2内に"Form1"と"Form2"を盛り込むことが提唱され、新たにCD-ROM XAとして策定された。
1セクタ当たりの容量はMODE2・FORM1で2,048バイト、MODE2で2336バイト、MODE2/FORM2で2324バイトである。
CD-ROM XA Mode2 Form1はCD-ROM Mode1と同様にEDC、ECCを使用する。
一方、CD-ROM XA Mode 2 Form2はECCを用いないことにより、エラー訂正機能はCD-ROM Mode1やMode2 Form1より低くなるが、その分これらよりも約15%多くの情報を記録することができる。
画像や音声・動画などのマルチメディア用途では、データのごく一部が欠損しても可読性にあまり問題ないことから、より多くの情報を記録する目的で、このMode2 Form2が採用されることがある。

## 採用例
- プレイステーション - 『パラッパラッパー』に代表される音楽ゲームが積極的に活用している[2]。
- ビデオCD
- フォトCD

ほか